# 消防水利
消防水利（しょうぼうすいり）とは、消防活動を行う際の水利施設のことである。

## 設置者
消防水利の設置者は市町村であり、維持管理についても市町村が行う。ただし、水道については当該水道の事業者が、設置及び維持管理を行う（消防法第20条第2項）。なお、水道事業者は、公共の消防のため水道に消火栓をつけなければならないことが水道法第24条第1項に規定されている。

## 消防水利の設置
消防水利の基準は、消防法第20条第1項に基づき総務省消防庁が勧告することとなっている。

### 主な消防水利

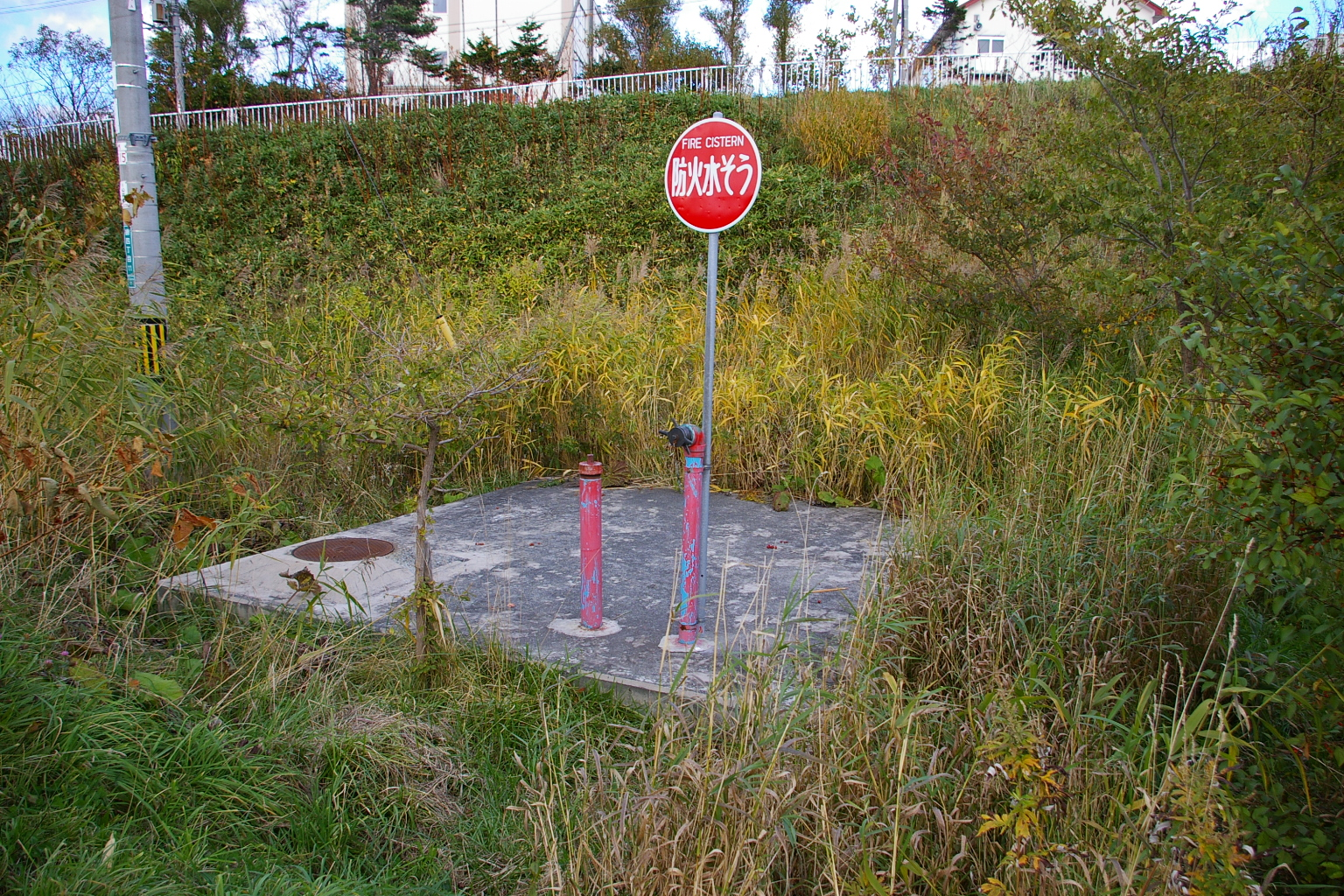
防火水そう

消防庁の消防水利の基準（昭和三十九年十二月十日消防庁告示第七号）第2条第2項では次のように例示している。
- 消火栓
- 私設消火栓
- 防火水槽
- 河川・溝等
- 濠・池等
- 海・湖
- 井戸
- 下水道
  - なお、当該市町村の消防長又は消防署長は、池、泉水、井戸、水そうその他消防の用に供し得る水利についてその所有者、管理者又は占有者の承諾を得て、これを消防水利に指定して、常時使用可能の状態に置くことができる（消防法第21条第1項）としている。
  - また、消防長又は消防署長は、消防法第21条第1項の規定により指定をした消防水利には、総務省令で定めるところにより、標識を掲げなければならない（消防法第21条第2項）。

### 消防水利の容量
- 消防水利は、常時貯水量が40m3以上又は取水可能水量が毎分1m3以上で、かつ、連続40分以上の給水能力を有するものでなければならない。
- 消火栓は、呼称六十五の口径を有するもので、直径150mm以上の管に取り付けられていなければならない。ただし、管網の一辺が180m以下となるように配管されている場合は、75mm以上とすることができる。
- 私設消火栓の水源は、5個の私設消火栓を同時に開弁したとき、常時貯水量が40m3以上又は取水可能水量が毎分1m3以上で、かつ、連続40分以上の給水能力を有するものでなければならない。

### 消防水利の設置
- 消防水利は、市街地（消防力の基準（平成十二年消防庁告示第一号）第二条第一号に規定する市街地をいう。）又は準市街地（消防力の基準第二条第二号に規定する準市街地をいう。）の防火対象物から一の消防水利に至る距離が、下記の数値以下となるように設けなければならない。
  - 近隣商業地域・商業地域・工業地域：工業専用地域
    - 年間平均風速が4m毎秒未満のもの　100m
    - 年間平均風速が4m毎秒以上のもの　80m

  - その他の用途地域及び用途地域の定められていない地域
    - 年間平均風速が4m毎秒未満のもの　120m
    - 年間平均風速が4m毎秒以上のもの　100m
- 市街地又は準市街地以外の地域で、これに準ずる地域の消防水利は、当該地域内の防火対象物から一の消防水利に至る距離が、140m以下となるように設けなければならない。
- 上記の消火水利の配置は、消火栓のみに偏することのないように考慮しなければならない。
- 消防水利が、40m3以上又は取水可能水量が毎分1m3以上で、かつ、連続40分以上の給水能力の10倍以上の能力があり、かつ、取水のため同時に5台以上の消防ポンプ自動車が部署できるときは、当該水利の取水点から140m以内の部分には、その他の水利を設けないことができる。

### 消防水利の基準
- 地盤面からの落差が4.5m以下であること。
- 取水部分の水深が0.5m以上であること。
- 消防ポンプ自動車が容易に部署できること。
- 吸管投入孔のある場合は、その一辺が0.6m以上又は直径が0.6m以上であること。